# Tmesiphantes amadoi
Tmesiphantes amadoi là một loài nhện trong họ Theraphosidae.
Loài này thuộc chi Tmesiphantes. Tmesiphantes amadoi được miêu tả năm 2007 bởi Yamamoto et al..